# معركة قادش
معركة قادش وقعت بين قوات الملك رمسيس الثاني ملك مصر والحيثيين بقيادة الملك مواتالي الثاني بمدينة قادش التي تقع علي الضفة الغربية لنهر العاصي في سورية جنوب بحيرة حمص بعدة كيلومترات. هذه المعركة مؤرخة في العام الخامس من حكم الملك رمسيس الثاني (العام الخامس فصل الشمو، اليوم التاسع) أي حوالي العام 1274 ق.م علي وجه التقريب.

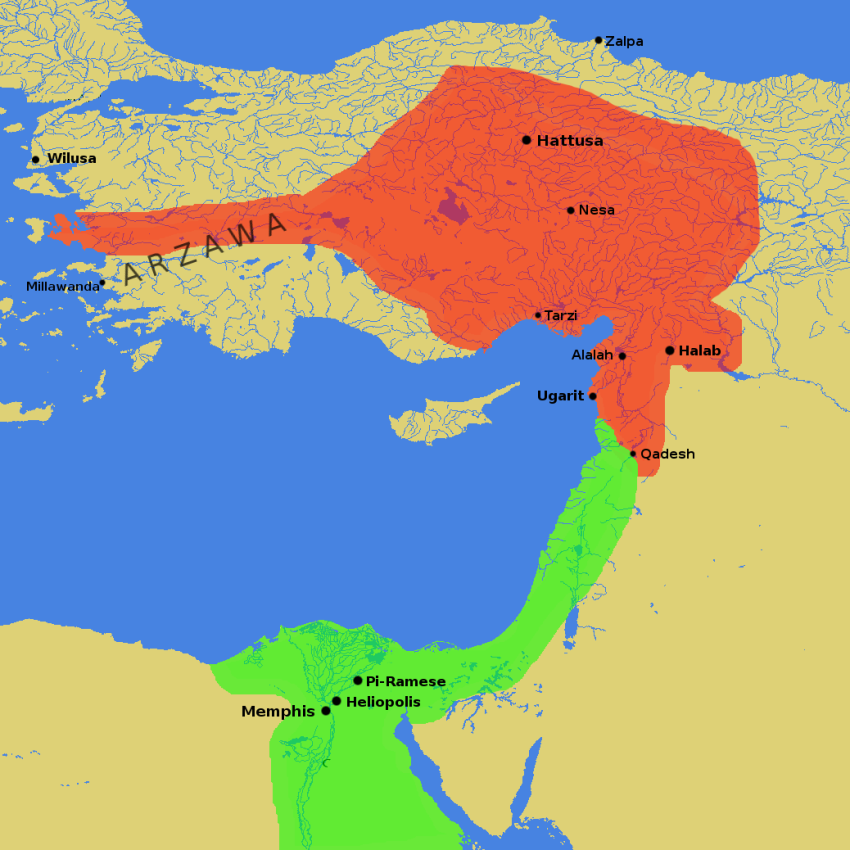
(اللون الأخضر) يمثل الامبراطورية المصرية في عهد رمسيس الثانى..(اللون الأحمر) يمثل الامبراطورية الحيثية في أقصى امتداد لها. 1279 قبل الميلاد

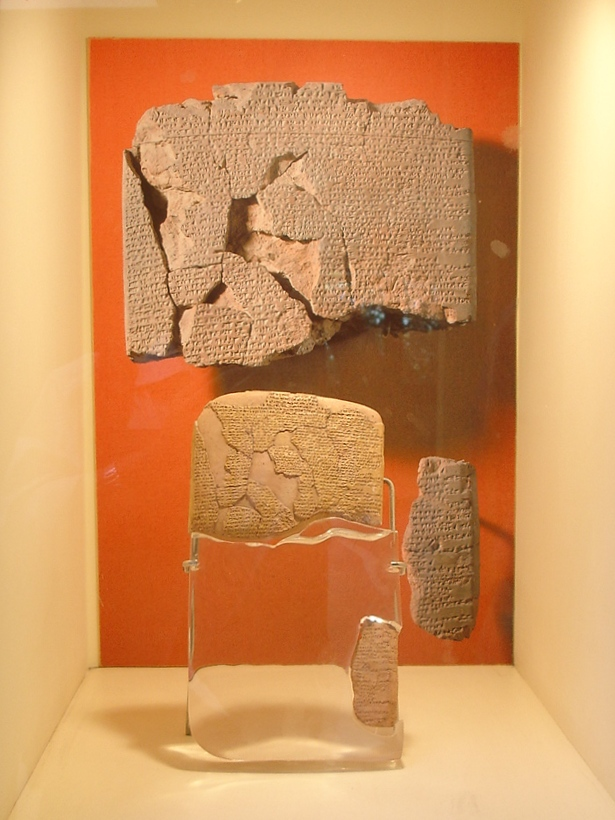
نسخة من اتفاقية السلام بين الفراعنة والحيثيين منقوشة على لوح من الطين تم اكتشافها في عاصمة الحيثيين حاتوسا بشمال تركيا ومعروضة في متحف آثار إسطنبول.

## خلفية تاريخية
بدأ انحسار النفوذ الفرعوني في آسيا في عصر أواخر ملوك الأسرة الثامنة عشرة كنتيجة مباشرة للاضطرابات التي خلفتها الحرب الأهلية في مصر أثناء ثورة إخناتون الدينية في الداخل. مما جعل الحثيين يستغلون هذه الاضطرابات لكي يقوموا بقيادة تحالف ضد الفراعنة، ونجاحهم في ذلك . بالتالي فقد الفراعنة الكثير من مناطق نفوذهم في آسيا الغربية، وذلك دون أن يتحرك الملك أخناتون لتلبية طلبات النجدة التي كان يرسلها إليه أمراء المدن السورية الموالون للفراعنة فيما عرف برسائل تل العمارنة.
وبعد وفاة الملك أخناتون وفشل ثورته الدينية والعودة إلى عبادة الآلهة التقليدية والإله امون مرة أخرى، تولى الفرعون حور محب مقاليد عرش مصر، حيث كان فائد الجيش في عهد توت عنخ آمون. و يعتبر حور محب آخر فراعنة الأسرة الثامنة عشرة الذي قام بتنظيم الشؤون الداخلية لمصر، والذي توفي دون وريث بعد أن نجح في إعادة الأمن الي البلاد. تولى بعده أحد قادة الجيش وهو رمسيس الأول مؤسساً بذلك الأسرة التاسعة عشرة.
وقد أخذ ملوك هذه الأسرة على عاتقهم استعادة النفوذ الفرعوني في آسيا مرة أخرى . فبعد وفاة الفرعون رمسيس الأول بعد سنتين من الحكم، بدأ ابنه وخليفته سيتي الأول حملاته العسكرية ضد الحيثيين . وكان يرمي الي صد التقدم الحيثي واسترجاع نفود الدولة المصرية في بلاد الشام التي حكمها المصريون منذ عهد تحتمس الثالث أثناء الأسره الثامنة عشر. وبالفعل نجح سيتي الأول بعد عدة حملات عسكرية وتقابل مع جيوش الحيثيين بالقرب من قادش في سوريا الحالية. وأخيراً عقد الصلح معهم (كما ذكر في نقوشه على جدران معبد الكرنك) بمعاهدة شهيرة، وربما قام بتوقيع معاهدة مع الحيثيين، ومات بعد 14 عاما من الحكم، وتولى الحكم من بعده ابنه رمسيس الثاني.
وقد شن الفرعون رمسيس الثاني حملته الأولى في العام الرابع من حكمه وعبر فيه فلسطين ووصل بجيوشه الي نهر الكلب (بالقرب من بيروت) حيث أقام لوحة تذكارية هناك، واستعاد مقاطعة أمور من الحيثيين. وبغرض السيطرة على بلاد الشام تحرك الملك رمسيس الثاني بجيوشه في العام الخامس من حكمه، وتابع تقدمه شمالاً وتواجه مع جيوش الحيثيين عند مدينة قادش على نهر العاصي وانتهت بتعادل الطرفين ولجوؤهما إلى التصالح لإنهاء الصراع على النفوذ الذي كلف كلا الإمبراطوريتين الكثير من الأرواح والخسائر .

## حملة قادش
خرج رمسيس الثاني بجيوشه من قلعة ثارو الحدودية وذلك في ربيع العام الخامس من حكمه. وبعد مرور شهر وصل بجيوشه إلى مشارف مدينة قادش عند ملتقى أحد فروع نهر العاصي . وكان الجيش يتكون من أربعة فيالق وهي فيالق آمون ورع وبتاح وست وهي أسماء آلالهة الكبرى، بينما كان الملك مواتللي ملك الحيثيين قد حشد جيشاً قوياً انخرط فيه الكثير من الجنود بالإضافة إلى جيوش حلفائه (ومن بينهم ريميشارينا أمير حلب)، واتخذ من قادش القديمة مركزاً لجيوشه.

## المعركة
فيما كان رمسيس الثاني معسكراً بجيشه بالقرب من قادش (التي كانت علي مسيرة يوم واحد)، إذ دخل معسكره اثنان من الشاسو (البدو) ادعيا أنهما فاران من جيش الملك الحيثي، وأظهرا الولاء للفرعون . فسلمهما إلى رجاله ليستجوبوهما عن مكان جيوش الحيثيين، فأخبرا الفرعون بأن ملك الحيثيين قد بعد عن الموقع وهو حاليا في حلب شمال سوريا.
وفي الواقع لم يكن هذان الشاسو غير جواسيس . وعلي أساس هذه الأخبار وبدون التأكد من صحتها أسرع الملك رمسيس الثاني علي رأس فيلق امون وعبر مخاضة لنهر العاصي، ثم سار إلى مرتفع شمال غربي قادش وأقام معسكره هناك في انتظار وصول باقي الجيش ليتابع السير في أثر جيش خيتا الذي كان يظن أنه في الشمال حسبما أخبره الجاسوسان . وفي هذه الأثناء قبض جيشه على اثنين من جنود العدو الكشافة اللذين استخلصوا منهما الحقيقة وهي أن الحيثيين كانوا كامنين في قادش وأن جيوش الحيثيين كانت في طريقها لعبور نهر العاصي ومفاجئة الجيش المصري هناك.
وبالفعل عبر نصف الجيش الحيثي مخاضة نهر العاصي وفاجئوا رمسيس الثاني الذي كان قد ارتكب خطأ تكتيكيا بترك مساحات كبيرة بين فيالقه فهاجموا فيلق رع ودمروه تدميرًا كاملًا وبذلك قطعوا الاتصال بين رمسيس الثاني وبقية فيالقه. واتجه الجيش الحيثي بعد ذلك بعرباته الحربية وتابع تقدمه وهاجم فيلق آمون الذي فقد نتيجة ذلك العديد من جنوده.
وهنا وفي مواجهة خطر التطويق والهزيمة المحتمة قاد رمسيس بنفسه هجوماً ضد الحيثيين حيث سلك بالجيش ممراً ضيقاً ليلتف حول الحيثيين . ثم هاجمهم ودفع بهم حتي النهر وكانت اللحظة الفارقة في ذلك وصول إمدادات من جنوده القادمين من بلاد أمور والمسماة (نعارينا). وقد فاجأ ذلك الحيثيين ووجدوا أنفسهم محاصرين واضطر الحيثيون لترك عرباتهم الحربية والسباحة في نهر العاصي أمام هجوم الرعامسة.
وفي اليوم التالي دارت معركة أخرى غير حاسمة، وقد ادعى رمسيس الثانى في كتاباته أن مواتللي الثاني قد أرسل في طلب الصلح في ذلك اليوم، ولكن ليست هناك أية دلائل من جانب الحيثيين تؤكد صدق هذه الرواية. وبعد معارك ضارية بين الطرفين والخسائر الفادحة التي لحقت بهما اتفق الطرفان على الصلح.

## النتيجة
فشل رمسيس الثاني في كسر دفاعات قادش ونجح الحيثيون بإبقائها تحت سيطرتهم وانتهت المعركة باحتفاظ كل من الطرفين بنفس مكاسبه السابقة وخسائر فادحة لكلا الطرفين في المعركة. وعاد رمسيس آفلا إلى دمشق. ذكر رمسيس الثاني انتصاره في المعركة، والتي قام بنقش تفاصيلها بالكامل على جدران معبد الرمسيوم وكذلك معبد الأقصر، بالإضافة إلى معبده بأبو سمبل (على جداره الشمالي فيما عرف بأنشودة معركة قادش).
وقد ذكر الملك مواتللي من ناحيته في وثائق بوغازكوي بان المعركة كانت انتصاراً له وان أمور قد وقعت في أيدي الحيثيين، بينما وفي خلال السنوات العشر التي مرت بعد ذلك قام رمسيس الثاني بعدة حملات في آسيا واستولي على دابور بعد حصارها واضطر الحيثيون في النهاية إلى التراجع تاركين أكبر جزء من سوريا دون حماية كافية. وفي أعقاب وفاة مواتللي تولى ابنه الحكم وبعد عدة سنوات من الحكم حل محله عمه الملك خاتوشيلى الثالث وانتهز رمسيس هذه الفرصة وتقدم نحو تونيب أو توشب واستولي عليها.
وهنا بدأت قوة الأشوريين (شمال العراق حاليا) في اظهار نفوذهم وتهديد مناطق النفوذ المصرية والحيثية ؛ مما حدا بالطرفين الي توقيع معاهدة سلام بينهما، وذلك في العام الحادي والعشرين من حكم الملك رمسيس الثاني (حوالي 1258 ق.م) والتي سجلت بالخطين الحيثى (على لوح من الفضة باسم الملك خاتوشيلى) والهيروغليفي على جدران معبدي الكرنك والرامسيوم في طيبة (الأقصر حاليا) في جنوب مصر.

## معاهدة السلام
تم توقيع معاهدة سلام مصرية حيثية رسمية في عام 1258 قبل الميلاد بين المصريين والحيثيين. تم نقش المعاهدة على لوح من الفضة، ووصل الينا منها نسخة من الطين نجا في العاصمة الحيثية حاتوسا حتوساس الموجودة جغرافيا في تركيا الحديثة، ومعروضة في متحف الآثار في إسطنبول. وهناك نسخة طبق الاصل لمعاهدة قادش معلقة في المقر الدائم للأمم المتحدة كأول معاهدة سلام مكتوبة وموثقة في التاريخ. النسخ الحيثية منقوشة على ألواح الطين والنسخ المصرية مكتوبة على أوراق البردي.